# Área de Conservação da Paisagem de Rava
A Área de Conservação da Paisagem de Rava é um parque natural localizado no condado de Järva, na Estónia.
A área do parque natural é de 16 hectares.
A área protegida foi fundada em 1936 para proteger a Floresta de Carvalhos de Rava e os seus arredores. Em 2006, a área protegida foi designada para área de conservação paisagística.